# 谢尔

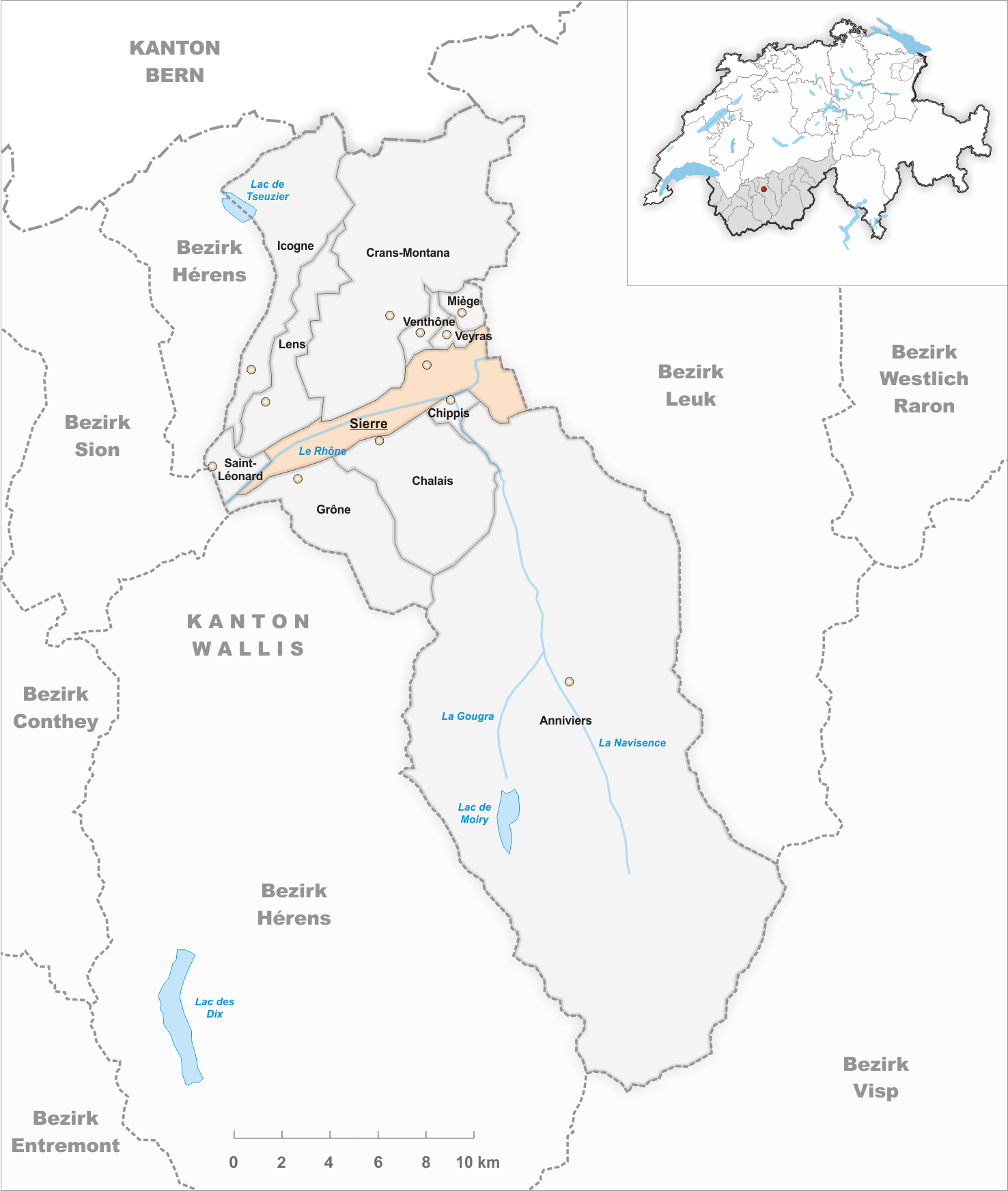
谢尔市地图

谢尔（也被译为西耶尔）是瑞士联邦瓦莱州谢尔区的一座城市，面积为19.2平方公里，海拔高度533米，2017年12月31日人口为16,860人。
谢尔位于罗纳河畔，在锡永上游15千米处。谢尔拥有瑞士日照最多的城市的声誉，因此被称为是“太阳城”（cité du Soleil）。它的市徽和市旗上均有太阳的图案。
谢尔位于瓦莱州德语区和法语区的边境，镇上多数人使用法语，少数人使用德语，谢尔是瑞士仅有的三个拥用多种官方语言的城镇之一。

## 历史
谢尔的历史与锡永和瓦莱州的历史息息相关。
在谢尔市内的小山丘上考古发现了从石器时代以来所有时期的遗迹。公元前15年罗马帝国占领瓦莱之前这里的主要居民是凯尔特人。
谢尔首次在515年的一份文献上出现。根据一些历史学家从6世纪到1052年谢尔属于圣莫里斯修道院。此后被让给了锡永的主教。一名贵族被授命管理当地，这些贵族后来成为当地的大家族。
锡永主教在那座小山丘上建造了一座城堡。在城堡附近形成了一个小镇。1417年在拉龙战争中小镇被毁。在13世纪里小镇相山丘的西部发展。
1813年法国撤军后瓦莱被分为高瓦莱州和低瓦莱州两个州。1815年5月12日新宪法生效，1815年8月4日瓦莱作为第20个州加入瑞士联邦。但是此后上下瓦莱之间的关系非常糟糕。1839年和1840年下瓦莱又一度分离，制定了一个新宪法，而上瓦莱则保留神圣同盟1815年制定的宪法。谢尔是下瓦莱的政府驻地，被上瓦莱和锡永围攻。1840年4月下瓦莱获胜后分裂结束。
1868年铁路修到谢尔，它成为一个旅游胜地。1905年在当地建造了一座铝厂，1929年在厂里增添了轧机，从此它也是一座工业城市。

## 经济
20世纪初谢尔建造了水电站和一座铝工厂。市内也开设了多座手工艺工场。铝厂共有1200名工人。1980年信息和通讯工程公司的开始为当地的经济开辟了新的动力。在科技园里今天有48个公司，
2006年后生态工业入驻谢尔。
今天谢尔放弃了自己成为一个都市地区的计划，而是与瓦莱州合作进入全球生态工业市场。

## 文化
1982年在市内成立了一个建立一座葡萄种植和葡萄酒博物馆的基金会。2009年该博物馆开门。

## 体育
谢尔的曲棍球、足球、女子篮球、街道曲棍球、福乐球在比赛中获得了不小的成绩。

## 名人
- 塞普·布拉特，国际足球总会主席，在谢尔中学毕业
- 史迪比安尼·基治亭，足球运动员

## 名胜

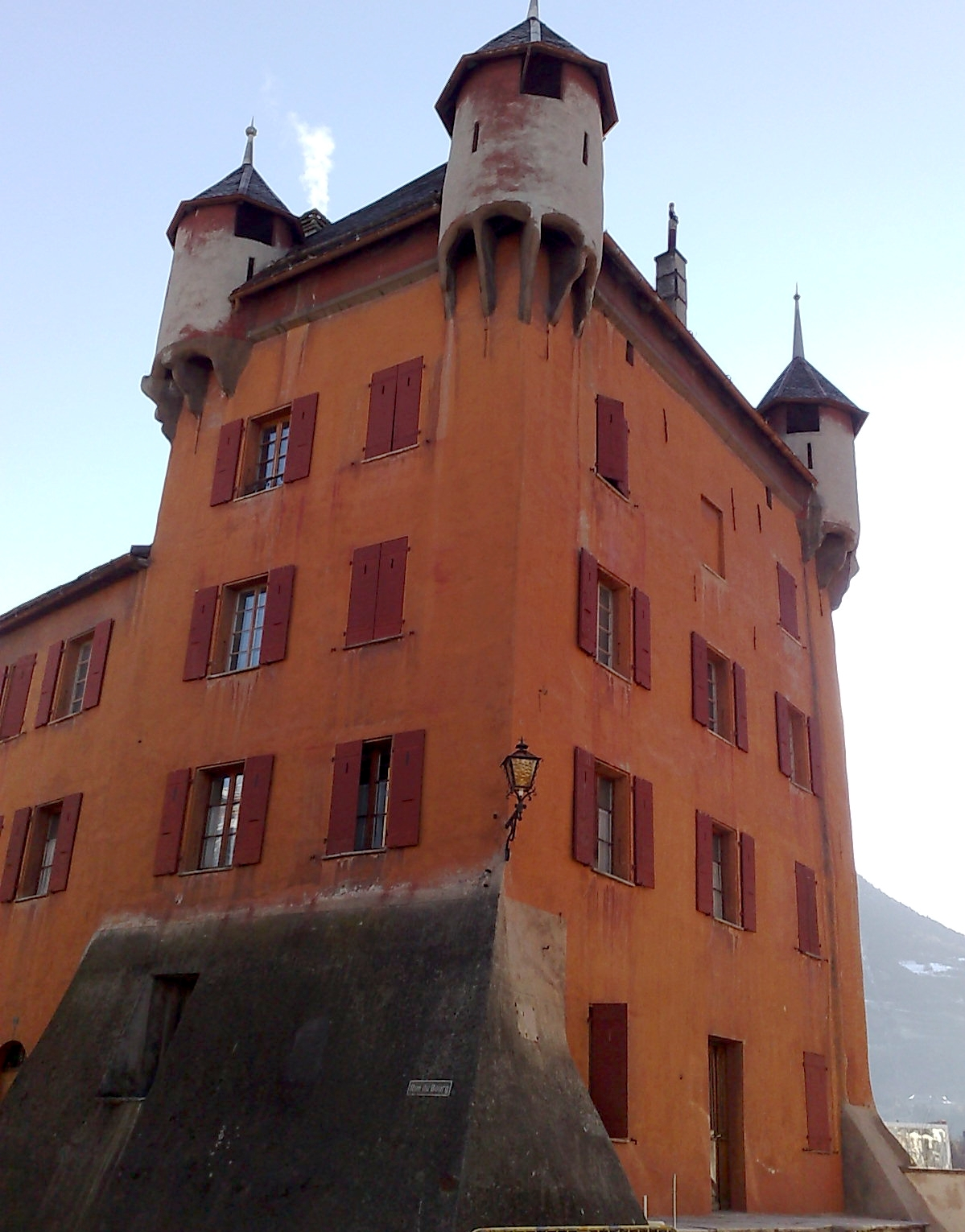
贵族宫

谢尔有一些值得一提的建筑。在主街上有古代统治贵族的宫殿，它是15世纪建造的。它差点被废弃，及时被修复。在东部的高崖上有一条徒步跋涉的道路。在市南的小丘上有过去城堡的废墟。

## 媒体
- 瑞士电视第九台在谢尔播送
- 谢尔有一份地区性的杂志

## 友好城市
- 法國 欧布纳
- 意大利切塞纳蒂科
- 荷兰代尔夫宰尔
- 德国施瓦岑贝克
- 比利时泽尔扎特